# Valentin Beselin
Valentin Beselin (* 21. Dezember 1628 in Rostock; † 3. Mai 1684 ebenda) war ein deutscher Kaufmann und Senator in Rostock.

## Leben
Valentin Beselin wurde 1628 geboren als Sohn des Rostocker Kaufmanns, Präfektes der Nikolaikirche und Senators Johann Beselin (1596–1653) und dessen Frau Justina, geborene Frese (1602–1630). Mit 17 Jahren ging er nach Danzig, lernte dort Polnisch und arbeitete für den Kaufmann Martin Tolman. Er kehrte erst nach dem Tod seiner Eltern zurück nach Rostock, wo er im Bürgerbuch von 1658 als Kaufmann bezeichnet wird. Am 25. Februar 1667 wurde er zum Ratsherrn gewählt. Den Ruf der Bürgerschaft, 1682 Bürgermeister zu werden, lehnte er ab.
Valentin Beselin heiratete am 18. Januar 1659 Catharina Wedow (1641–1661), das Paar hatte zwei Kinder: Catharina Dorothea (1659–1689) und den Juristen, Ratsherrn und Bürgermeister Johann Joachim (1661–1718). Nach dem frühen Tod seiner Frau heiratete er 1662 in zweiter Ehe Regina Elisabeth Hagemeister. Dieser Ehe entstammtem sieben Kinder: Lucas (1663–1702), Magdalena Sophia, Valentin Friedrich (1666–1687), Heinrich (1667–1712), Justina Regina (1668–1742), Anna Elisabeth und Catharina Sophia. Die Tochter Justina Regina heiratete 1688 den späteren Rostocker Bürgermeister Christian Michael Stever (1657–1722). Auch sein Enkel Valentin Johann Beselin, Sohn des Johann Joachim, wurde Bürgermeister in Rostock.